# 1974-75 ABAシーズン
1974-75 ABAシーズン（英語: 1974–75 ABA season）は、アメリカン・バスケットボール・アソシエーション (ABA) の8シーズン目である。1975年のABAチャンピオンシップは、イースタン・ディビジョンをケンタッキー・カーネルズが、ウェスタン・ディビジョンをデンバー・ナゲッツが制した。リーグMVPはジュリアス・アービングとジョージ・マクギニスの2人が同時受賞した。
1973-74シーズン - 1974-75シーズン - 1975-76シーズン

## プレシーズン
シーズン開始前にイースタン・ディビジョンが変わり、メンフィス・タムズがメンフィス・サウンズに、カロライナ・クーガーズがオジーとダニエル・シルナに買収されて移転し、スピリッツ・オブ・セントルイスとなった。ウェスタン・ディビジョンは、デンバー・ロケッツがデンバー・ナゲッツに改称した以外は特に変更なし。
今シーズンはABAとNBAのプレシーズン・エキシビションゲームが行われた。23試合のうちABAは16勝、NBAは7勝を記録。その中でも、マーケット・スクエア・アリーナで行われたペイサーズ対ミルウォーキー・バックスの最初の試合は、17,287人の観客が押し寄せる中、ペイサーズが118対115で勝利したのである。この試合で、ボブ・ダンドリッジが46点、カリーム・アブドゥル＝ジャバーが26点を挙げた。

## レギュラーシーズン
1975年2月14日、ニューヨーク・ネッツのジュリアス・アービングは、サンディエゴ・コンキスタドアーズとの4回の延長戦の末、チーム記録の63得点を記録した。
1975年1月28日、テキサス州サンアントニオで第8回ABAオールスターゲームが行われた。来場者は10,449人が集まり、イーストからはニューヨーク・ネッツのケビン・ローアリー、ウェスタンからはデンバー・ナゲッツのラリー・ブラウンがヘッドコーチを務め、イーストが151-124で勝利した。また、スピリッツ・オブ・セントルイスのフレディ・ルイスが26得点を挙げてオールスターゲームMVPに輝いた。
デンバー・ナゲッツは、65勝19敗（.774）で西地区を制し、ABAの最高成績を収めた。この記録は、1971-72シーズンのケンタッキー・カーネルズが記録した68勝16敗（.810）に次ぐ、ABA史上2番目の成績だった。また、1974-75シーズンのナゲッツは、1試合あたりの平均得点差で、1971-72シーズンのカーネルズの8.98点に対して8.40点と相手を上回り、チーム得点差でカーネルズに次ぐABA史上2位となった。
東部地区では、ケンタッキー・カーネルズがレギュラーシーズン最後の25試合で22勝し、58勝26敗（.690）を記録して、ニューヨーク・ネッツと同率1位となった。

## 順位

### イースタン・ディビジョン
| チーム                         | 勝 | 敗 | 勝率 | 差 |
| ------------------------------ | -- | -- | ---- | -- |
| ケンタッキー・カーネルズ C     | 58 | 26 | .690 | -  |
| ニューヨーク・ネッツ           | 58 | 26 | .690 | -  |
| スピリッツ・オブ・セントルイス | 32 | 52 | .381 | 26 |
| メンフィス・サウンズ           | 27 | 57 | .321 | 31 |
| バージニア・スクワイアーズ     | 15 | 69 | .179 | 43 |

### ウェスタン・ディビジョン
| チーム                           | 勝 | 敗 | 勝率 | 差 |
| -------------------------------- | -- | -- | ---- | -- |
| デンバー・ナゲッツ               | 65 | 19 | .774 | -  |
| サンアントニオ・スパーズ         | 51 | 33 | .607 | 14 |
| インディアナ・ペイサーズ         | 45 | 39 | .536 | 20 |
| ユタ・スターズ                   | 38 | 46 | .452 | 27 |
| サンディエゴ・コンキスタドアーズ | 31 | 53 | .369 | 34 |

C - ABAチャンピオン

## プレーオフ
1975年のABAプレーオフは、東地区1位を争うケンタッキー・カーネルズとニューヨーク・ネッツの1ゲーム・シリーズで始まった。試合は1975年4月4日、ケンタッキー州ルイビルのフリーダム・ホールで行われた。試合はカーネルズが108-99で勝利した。
その後、カーネルズは東部地区準決勝でメンフィス・サウンズをシリーズ4勝1敗で破り、ネッツはもう1つの東部地区準決勝でスピリッツ・オブ・セントルイスにシリーズ4勝1敗で敗れた。そして、カーネルズは東部地区決勝でスピリッツをシリーズ4勝1敗で破ったのである。
ウェスタン・ディビジョンでは、1位のデンバー・ナゲッツが準決勝でユタ・スターズに4勝2敗で勝利し、3位のインディアナ・ペイサーズが2位のサンアントニオ・スパーズに4勝2敗で勝利した。ウェスタン・ディビジョン準決勝のもう1試合は、第2シードのインディアナ・ペイサーズに4勝2敗で勝ち、ウェスタン・ディビジョン優勝を決めた。 ペイサーズは、ウェスタン・ディビジョン決勝でもナゲッツをシリーズ4勝3敗で破り、逆転勝利を収めた。
1975年のABAファイナルでは、カーネルズがペイサーズを4勝1敗で破り、リーグ優勝を果たした。
|  | ディビジョン セミファイナル | ディビジョン セミファイナル | ディビジョン セミファイナル |              |   | ディビジョン ファイナル | ディビジョン ファイナル | ディビジョン ファイナル |  |  | ABAファイナル | ABAファイナル | ABAファイナル |
|  |                             |                             |                             |              |   |                         |                         |                         |  |  |               |               |               |
|  | 1                           | ナゲッツ                    | 4                           |              |   |                         |                         |                         |  |  |               |               |               |
|  | 4                           | スターズ                    | 2                           |              |   |                         |                         |                         |  |  |               |               |               |
|  | 4                           | スターズ                    | 2                           |              | 1 | ナゲッツ                | 3                       |                         |  |  |               |               |               |
|  | ウェストン・ディビジョン    |                             |                             |              | 1 | ナゲッツ                | 3                       |                         |  |  |               |               |               |
|  |                             |                             | 3                           | ペイサーズ   | 4 |                         |                         |                         |  |  |               |               |               |
|  | 3                           | ペイサーズ                  | 3                           | ペイサーズ   | 4 | 4                       |                         |                         |  |  |               |               |               |
|  | 3                           | ペイサーズ                  |                             |              |   | 4                       |                         |                         |  |  |               |               |               |
|  | 2                           | スパーズ                    | 2                           |              |   |                         |                         |                         |  |  |               |               |               |
|  |                             |                             |                             |              |   |                         |                         |                         |  |  | W3            | ペイサーズ    | 1             |
|  |                             |                             | E1                          | カーネルズ   | 4 |                         |                         |                         |  |  |               |               |               |
|  | 1                           | カーネルズ                  | 4                           |              |   |                         |                         |                         |  |  |               |               |               |
|  | 4                           | サウンズ                    | 1                           |              |   |                         |                         |                         |  |  |               |               |               |
|  | 4                           | サウンズ                    | 1                           |              | 1 | カーネルズ              | 4                       |                         |  |  |               |               |               |
|  | イースタン・ディビジョン    |                             |                             |              | 1 | カーネルズ              | 4                       |                         |  |  |               |               |               |
|  |                             |                             | 3                           | セントルイス | 1 |                         |                         |                         |  |  |               |               |               |
|  | 3                           | セントルイス                | 3                           | セントルイス | 1 | 4                       |                         |                         |  |  |               |               |               |
|  | 3                           | セントルイス                |                             |              |   | 4                       |                         |                         |  |  |               |               |               |
|  | 2                           | ネッツ                      | 1                           |              |   |                         |                         |                         |  |  |               |               |               |

## 表彰
シーズンMVPにはニューヨーク・ネッツのジュリアス・アービングとインディアナ・ペイサーズのジョージ・マクギニスが共同受賞した。
マクギニスは1試合あたり平均29.78点（79試合出場で合計2353点）でリーグ得点王にもなった。 アービングは1試合あたり平均27.89点で2位である。
サンアントニオ・スパーズのスウェン・ネイターは1試合平均16.40リバウンドでリーグトップだった。ケンタッキー・カーネルズのアーティス・ギルモアは1試合平均16.20リバウンドで、前シーズンの18.31から減少し2位となった。
デンバー・ナゲッツのマック・カルヴィンは、フリースローを530本を試投し、475本を成功させ、平均89.622%の成功率を達成して、ABAの歴代記録を樹立した。
アーティス・ギルモアは1975年のABAプレーオフで最優秀選手に選ばれ、ファイナル最終戦では28得点、31リバウンドを記録し、インディアナポリスでの第3戦では41得点、28リバウンドを記録した。
- ABA最優秀選手賞: ジュリアス・アービング, ニューヨーク・ネッツ & ジョージ・マクギニス, インディアナ・ペイサーズ
- 新人王: マーヴィン・バーンズ, スピリッツ・オブ・セントルイス
- 最優秀コーチ賞: ラリー・ブラウン, デンバー・ナゲッツ
- プレーオフMVP: アーティス・ギルモア, ケンタッキー・カーネルズ
- オールスターゲームMVP: フレディ・ルイス, スピリッツ・オブ・セントルイス
- 最優秀役員賞: カール・シェア, デンバー・ナゲッツ
- オールABAファーストチーム
  - ジュリアス・アービング, ニューヨーク・ネッツ (1stチーム選出は3回目, オールABAチームは合計4回)
  - ジョージ・マクギニス, インディアナ・ペイサーズ (1stチーム選出は2回目, オールABAチームは合計3回)
  - アーティス・ギルモア, ケンタッキー・カーネルズ (4回目)
  - マック・カルヴィン, カロライナ・クーガーズ (1stチーム選出は3回目, オールABAチームは合計4回)
  - ロン・ブーン, ユタ・スターズ (1stチーム初選出, オールABAチームは合計2回)
- オールABAセカンドチーム
  - マーヴィン・バーンズ, スピリッツ・オブ・セントルイス
  - ジョージ・ガービン, サンアントニオ・スパーズ
  - スウェン・ネイター, サンアントニオ・スパーズ (2回目)
  - ブライアン・テイラー, ニューヨーク・ネッツ
  - ジェームズ・サイラス, サンアントニオ・スパーズ
- オールディフェンシブチーム
  - ドン・ブージー, インディアナ・ペイサーズ
  - アーティス・ギルモア (3回目), ケンタッキー・カーネルズ
  - ボビー・ジョーンズ, デンバー・ナゲッツ
  - ウィル・ジョーンズ, ケンタッキー・カーネルズ
  - ブライアン・テイラー, ニューヨーク・ネッツ
- オールルーキーチーム
  - マーヴィン・バーンズ, スピリッツ・オブ・セントルイス
  - ガス・ジェラルド, スピリッツ・オブ・セントルイス
  - ボビー・ジョーンズ, デンバー・ナゲッツ
  - ビリー・ナイト, インディアナ・ペイサーズ
  - モーゼス・マローン, ユタ・スターズ